# Мануїл I Великий Комнін
Мануїл I (грец. Μανουήλ Α΄ Μέγας Κομνηνός; 1218, Трапезунд–1263) — 4-й імператор Трапезундської імперії в 1238—1263 роках.

## Життєпис
Походив з династії Великих Комнінів. Другий син імператора Олексія I та Феодори Аксухіни Комніни. 
Після смерті батька в 1222 році виховувався під опікою свого шваґра Андроніка I Гіда, що став новим імператором. Після смерті останнього 1235 року Мануїл допомагав в державних справах старшому братові Іоанну I, що став новим володарем Трапезундської імперії.
1238 року після смерті брата став новим імператором. Спочатку зберігав союз з Латинською імперією та Румським султанатом. Під загрозою вторгнення монголів до Малої Азії замирився з нікейським імператором Іоанном III. У 1243 році війська Трапезунду спільно з сельджуками та нікейцами брали участь у битві під Кесе-дагом, де зазнали нищівної поразки від монгольського війська. Внаслідок цього у 1244 році трапезундський імператор визнав зверхність великого кагана Угедея.
У 1246 році Мануїл I особисто відвідав ставку великого кагана Гуюка. Натомість отримав від останнього ярлик на правління Трапезундом й Синопом. Це дало право діяти проти Румського султанату, який опинився в занепаді. З 1250 року почалися роботи з відновлення та розбудови собору Св. Софії в Трапезунді.
У 1253 році відправив послів до Людовіка IX, короля Франції, який в той час знаходився в Сидоні, намагаючись пошлюбити доньку короля. Але той відмовив, запропонувавши влаштувати шлюб з представницею правлячої династії Латинської імперії. У 1254 році Мануїлові I вдалося відвоювати Синоп у сельджуків. За цим було відновлено торгівельний та військовий флоти.
Сприяв перетворенню портів імперії у посередників між Сходом і Заходом. Особливо тісні стосунки встановив з містами Держави Хулагуїдів. Водночас став першим трапезундським імператором, що став карбувати срібну монету — аспр, вагою переважно 2,87 г. Срібло на них йшло з копалень із місцини в сучасній турецькій провінції Гюмюшкане. Дохід від мит та зборів з купців, що проходили територією імперії на кінець правління Мануїла I становили 30 % від усіх доходів.
У 1261 році після відвоювання нікейським імператором Михайлом Палеологом Константинополя стосунки між державами погіршилися, оскільки Палеолог оголосив про відновлення Візантійської імперії й тому вимагав від Мануїла I відмовитися від титулу імператора.
Помер 1263 року, залишивши державу економічно та політично піднесеною. Йому спадкував старший син Андронік II.

## Родина
1. Дружина — Анна Ксилалоя
Діти:
- Андронік (1236—1266), 5-й імператор Трапезунду

2. Дружина — Русудан Грузинська
Діти:
- Теодора (бл. 1253 — після 1285), імператриця Трапезунду

3. Дружина — Ірина Сирікаїна
Діти:
- Георгій (д/н — після 1284), 6-й імператор Трапезунду
- донька (1258/1259 — після 1280)
- донька (1260/1261 — після 1285). дружина Деметре II, царя Східної Грузії
- Іоанн (1262/63 — 16 листопад 1297), 7-й імператор Трапезунду